# 俱盧舍
拘盧舍，又译爲俱卢舍、拘屡奢，爲古印度长度单位，佛教沿用。意译爲一牛吼地、一牛鸣地，即大牛鸣叫声所及之范围，也指大鼓声所及之范围。

## 词源
梵语क्रोश（króśa）的本意是喊叫、鸣叫，作单位时指牛的鸣叫声所及范围。

## 概論
唐代時的天竺國俗以一拘卢舍爲四分之一由旬（逾缮那）。佛教中《大庄严经》、《萨婆多毗尼毗婆沙》与此相同（但其一俱盧舍換算出來的里數未必相同）。《佛本行集经》、《杂宝藏经》則爲八分之一由旬；玄奘法师《大唐西域记》记载爲八分之一由旬；《毗昙论》记载爲八分之一由旬。。
若將俱盧舍換算為古代中國的里數，唐代時的天竺國其一俱盧舍為「八里」（大約四公里，唐代一里約為現在的半公里）。《雜寶藏經》的夾注（北魏時譯出）以一俱盧舍爲「五里」。義淨三藏換算佛典（有部論書）的距離度量方法，以一俱盧舍為「一里半」，唐代《俱舍論》疏、《大唐西域記》算爲「二里」。